# Walter Guinness, 1:e baron Moyne

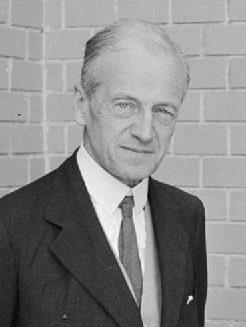
Lord Moyne på 1940-talet.

Walter Edward Guinness, 1:e baron Moyne, född 29 mars 1880 i Dublin, död 6 november 1944 i Kairo, var en brittisk politiker. Han var son till Edward Guinness, 1:e earl av Iveagh och farfar till Jonathan Guinness, 3:e baron Moyne.
Guinness var militär och från 1907 medlem av underhuset som konservativ unionist. Han var understatssekretetare i krigsdepartementet och vice president i armérådet 1922, finanssekreterare hos premiärministern 1923–1924 och november 1924–1925, samt minister för jordbruk och fiske i Stanley Baldwins regering.
Guinness lönnmördades i Kairo, Egypten av Eliyahu Bet-Zuri och Eliyahu Hakim, två medlemmar av den paramilitära sionistiska organisationen Lehi.